# Divisare
Divisare è una biblioteca online di architettura contemporanea, fondata nel 1998 a Roma. I progetti pubblicati sono classificati in album curati, ognuno dedicato a un argomento o una tipologia specifici.

## Storia
Divisare è uno dei primi siti web di architettura nella storia del web. Online dal 1998 come Europaconcorsi, è stato rinominato nell'agosto 2015, lanciando tre nuove diverse piattaforme: Divisare, Europaconcorsi e Architettura Italiana. Inizialmente Europaconcorsi era un servizio per informare gli architetti sui concorsi di progettazione in Europa, sui bandi di recente emanazione nonché sui risultati dei concorsi, con le classifiche dei vincitori e dei progetti partecipanti. Fin dall'inizio infatti, è stato concepito come una struttura di banche dati correlate ma distinte: informazioni su concorsi, progetti e progettisti sono state raccolte in strutture dati autonome.
Curata dal team con sede a Roma, Divisare è strutturata come una libreria di album tematici (organizzati per elementi, città, case, idee, materialità, piante e dettagli, interni privati, interni pubblici, argomenti e tipologie) con i più rilevanti pezzi di architettura mai progettati. A completamento della vetrina quotidiana sulla piattaforma online, gli abbonati registrati hanno ricevuto Journal, rivista settimanale a cura della redazione.
Divisare significa immaginare, progettare con la mente, letteralmente "ideare". Il termine è stato usato da Leon Battista Alberti nel De Re Aedificatoria (1450) per definire il lavoro dell'architetto: Architettore chiamerò io colui, il quale saprà con certa, e maravigliosa ragione, e regola, sì con la mente, e con lo animo divisare.
Nel mese di novembre 2018, il sito web ha annunciato che l'Atlante di architettura sarebbe stato presto chiuso. Un mese dopo, la chiusura definitiva era fissata al 15 dicembre 2018. Dal 15 dicembre Divisare, Divisare Books e tutte le pagine personali sono diventate inattive fino alla successiva riattivazione.
A partire dal 1º luglio 2019, Divisare ha rilanciato il proprio sito web e la libreria online.

## Europaconcorsi
Nell'agosto 2015 Europaconcorsi è stata suddivisa in tre diverse piattaforme: Divisare, Europaconcorsi e Architettura Italiana. Oggi Europaconcorsi (europaconcorsi.com) è una piattaforma leader nell'informazione professionale per architetti e ingegneri sui concorsi di progettazione in Europa.

## Architettura Italiana
Online da agosto 2015, Architettura Italiana (architettura-italiana.com) nasce con 16 anni di lavoro ed esperienza, quasi 80.000 progettisti registrati e oltre 100.000 progetti nei suoi archivi.

## Divisare Books
All'inizio del 2017 Divisare ha lanciato Divisare Books, un progetto editoriale indipendente di alta qualità, una pubblicazione modulare dedicata ai documenti di architettura, un arcipelago in costante crescita di temi monografici che affrontano ciascuno un argomento diverso: raccolte di disegni, rilievi fotografici, saggi visivi, brevi scritti e progetti.
La prima serie di Divisare Books è stata pubblicata a marzo 2017. Comprendeva 45 titoli e 3 cofanetti in edizione limitata (Dario Passi - Drawings, Italian Interiors e Rory Gardiner - Museo). Nell'ottobre 2017 Divisare Books ha pubblicato 76 nuovi titoli, 20 ristampe e 15 nuovi cofanetti.
A dicembre 2017 Divisare Books ha esteso la sua produzione a Divisare Notebooks, cofanetti in edizione limitata di 12 quaderni (serie rossa) o 4 quaderni (serie blu).
Il 1º luglio 2019 Divisare Books ha rilanciato e ora vende una nuova selezione di libri di architettura in numero limitato.